# Jean-Henri d'Anglure
Jean-Henri d'Anglure de Bourlémont (né en 1663 et mort au Château de Bourlémont dans l'actuel département des Vosges le 19 juillet 1732) est un ecclésiastique français des XVIIe et XVIIIe siècles.

## Biographie
Jean-Henri d'Anglure est le cadet des trois fils de François d'Anglure seigneur de Bourlémont (né en 1604- † 8 avril 1660) et de sa seconde épouse Angélique d’Aspremont († 1697), fille de Jean d’Aspremont, seigneur de Vandy, et de Louise de Marillac. Il est le neveu de Charles-François d'Anglure de Bourlemont archevêque de Toulouse et de Louis d'Anglure de Bourlemont, archevêque de Bordeaux.
Destiné à une carrière ecclésiastique il reçoit deux importants bénéfices familiaux l'Abbaye de Saint-Pierre-aux-Monts et l'Abbaye Saint-Vincent de Metz. Il est également à la tête de l'Abbaye de Saint-Pierremont et il devient ensuite Grand archidiacre et vicaire général de la cathédrale Saint-André du diocèse de Bordeaux et chancelier de l'université de Bordeaux.
Il est désigné par la province de Bordeaux comme agent général du clergé de France lors de l'assemblée de 1690 mais il n'obtient pas de promotion épiscopale à la fin de son « Agence ». Il est le dernier mâle de sa famille et après la disparation sans héritier de ses deux frères aînés, à sa mort, à l'âge de 69 ans, la lignée d'Anglure de Bourlémont s'éteint.